# Colt-Browning M1895
Colt-Browning М1895 — розроблений за конструкцією Джона Браунінга у 1889 році, це був перший успішний кулемет з відведенням газів, який було прийнято на службу.
Мав прізвисько «картоплекопач» через свій не звичайний механізм роботи, був кулеметом з повітряним охолодженням із автоматикою, яка працювала за рахунок відведення порохових газів. Живлення було стрічковим, темп стрільби становив 800-900 пострілів за хвилину.

## Робота автоматики
Патент поданий у 1892 на робочий механізм M1895 був одним з перших патентів Браунінга для автоматичних гвинтівок; він спочатку працював над важільними механізмами для гвинтівок Вінчестера, наприклад, гвинтівка Вінчестер 1886. M1895 використовує унікальний робочий механізм, який вельми схожий на гвинтівку важільного дії. Перший прототип, розроблений Браунінгом на початку 1889 мав калібр 0.44 під набої з чорним порохом, вагою до 5,4 кг. Механізм приводився в дію відкидним важелем який було розташовано під стволом. Важіль активувався віддачею яка діяла на нього. Затвор був перекидним замикання позаду, затвор такого типу вперше було використано на кулеметі.

## Розробка

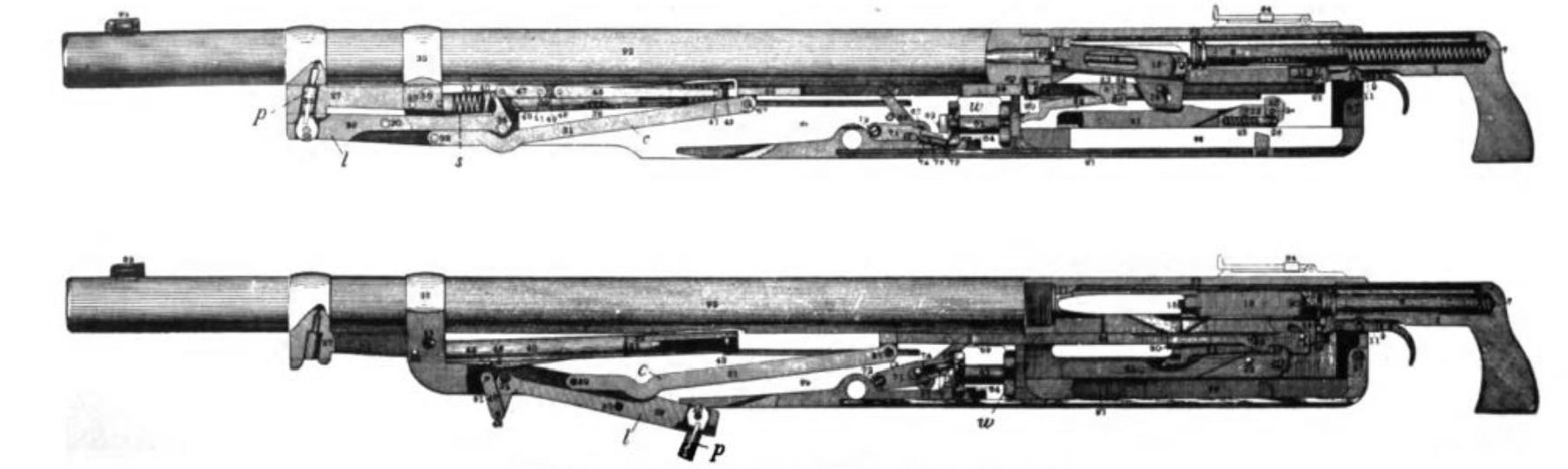
Робота автоматики M1895 показує важіль у передній (верхній) та задній (нижній) позиціях

Покращену конструкція на базі важільного механізму Браунінг запропонував Кольту у 1892 році. Важіль було перенесено назад, а поштовх він отримував завдяки отвору через який відводилися гази і який було зроблено у 15 см від дульного зрізу. Для зменшення перегріву під час ведення вогню, на кулеметі було використано важкий прямоконтурний ствол (ребристий для відведення тепла на подальших версіях), що збільшило вагу до 15,8 кг; стандартний станок з сидінням для стрільця додавав ще 25,4 кг ваги. Незважаючи на важкий ствол, при закритому затворі виникав ризик передчасного пострілу, якщо набій залишався у стволі. Через це необхідно було перевіряти ствол одразу після стрільби великими чергами. Під час тестів було зроблено великі черги на 1000 набоїв до перегріву та коли кулі вийшли з-під контролю; через розпечений ствол відбулося навіть чотири або п'ять передчасних пострілів до охолодження ствола.
Спочатку кулемет було пристосовано під набій 6 мм Lee Navy, а пізніше, з прийняттям гвинтівки Крага-Йоргенсена, під набої .30-40 Krag, 7×57mm Mauser (такий же набій використовували у Маузері іспанська модель 1893), та .30-06 Springfield у 1914. Версія 1914 також мала нижчу триногу; через яку і виникло прізвисько «картоплекопач», через те, що при веденні вогню з низької позиції робочий важіль копав землю.
M1895 розроблялася на експорт; росіяни замовили кілька тисяч кулеметів M1895 у 1914 під набій 7.62×54 мм R. З набоєм .303 британський  M1895/14 ніс службу у Англії та Франції. M1895 також продавався з набоєм 7×57 мм Маузер у різні країни Південної Америки.
Робота автоматики Кольта мала як переваги так і недоліки у порівнянні з іншими кулеметами. Важільна автоматика давала низький темп стрільби (менше 400 набоїв за хвилину). Проте, низький темп стрільби у поєднанні з важким стволом дозволяв кулемету мати повітряне охолодження, в результаті він був простішим, легшим і більш мобільним ніж кулемети з водяним охолодженням. Хоча зупинки у стрільбі були не рідкими, було достатньо вручну пересмикнути затвор для їх вирішення. Набуваючи досвід у роботі з кулеметами з повітряним охолодженням, стрільці робили коротші черги, що впливало на надійність і термін життя ствола.

## Використання
M1895 став першим кулеметом який був прийнятий у збройних силах США, його використовували у армії (хоча офіційно він там не був прийнятий) та у ВМС США і морській піхоті, також його пристосували до багатьох ролей. Його встановлювали на триноги, на візки з конями, катери, літаки, навіть на бронеавтомобілі. Першими протестували кулемет ВМС США, на початку 1893, під набій 6 мм Navy.

### Перші конфлікти

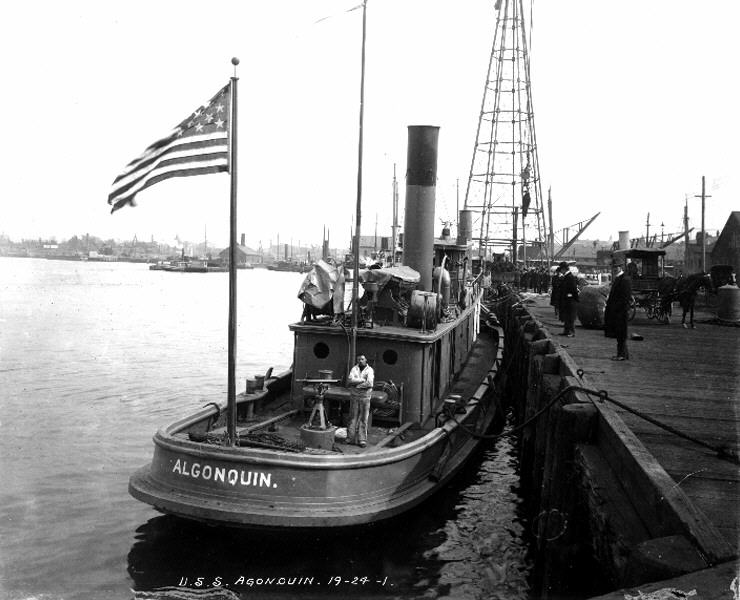
USS Algonquin (1898—1946) біля бруклінської верфі у 1898 з 6 мм кулеметом на артилерійській палубі.

Кулемети М1895 під набій 6 мм Lee Navy використовувалися морськими піхотинцями США під час іспансько-америкнаської війни, у тому числі під час вторгнення у затоці Гуантанамо у 1898, де морпіхи використали чотири кулемети Кольта (два було знято з броненосця Техас). M1895 став значним кроком вперед у вогневій міці морських піхотинців, це був перший випадок використання кулеметів американськими військовими. Це було контрастом у порівнянні з армійськими кулеметами Гатлінга, які були важкими, з ручним керуванням і потребував великих кінних повозок. Мужні вершники полковника Рузвельта, загін спішених вершників-волонтерів який воював на Кубі, також мали два кулемети Кольт M1895 під набій 7×57 мм Маузера (зроблені на експорт, кулемети були замовлені родинами Мужніх Вершників). Як писав Рузвельт, «Ці автоматичні кулемети Кольта були в цілому успішні…вони виявилися делікатнішими від Гатлінгів, і часто ламалися.» Два кулемети M1895 були передані лейтенанту Джону Паркеру який використовував їх при облозі Сантьяго.
Кулемети M1895 під набій 6 мм Lee також використовувалися флотом і морпіхами США під час філіппінсько-американської війн і боксерського повстання, де він виявився точним і надійним. Приблизно у 1904 році уряд Мексики придбав 150 кулеметів під набій 7 мм Маузер, ці кулемети було використано під час мексиканської революції. Використання кулеметів 7 мм M1895 під час мексиканської революції було сфотографовано. Флот США використовував кулемети 6 мм Lee M1895 на кораблях у 1914 у бою при Вера-Круз і окупації.
Армія США, ніколи не приймаючи на озрбоєння M1895, замовила два кулемети у 1902, а також додатково замовили 140 кулеметів у 1904. Ці кулемети, на ряду з невеликою кількістю кулеметів Максима та Віккерса, були придбані для проходження тестувань. Вони періодично використовувалися армією та Національною гвардією до 1921 р. Першим офіційно прийнятим на озброєння армії США кулеметом став кулемет M1909 Benét–Mercié (Hotchkiss), на сошках зі стрічковим живленням.
M1895 також використовувала уругвайська армія проти повстанців під час громадянської війни у Уругваї у 1904.
Канадські гірські війська використовували кулемети .303 M1895 під час Другої бурської війние (1899—1902). Під час прикриття відходу військ, кулемет Кольта встановлений на легку повозку зміг зупинити загін бурської кавалерії. Вінстон Черчилль, у той час лейтенант загону South African Light Horse і військовий кореспондент, був вражений вогневою ефективністю батареї з трьох кулеметів. Успіх канадців з кулеметами M1895 призвів до подальшого використання кулеметів  під час Першої світової війни.
M1895 використовували різні державні міліцейські та охоронні підрозділи США, в тому числі Колорадська національна гвардія. Декілька кулеметів потрапили у приватні охоронні підрозділи шахтарських компаній. У 1914, охорона однієї компанії використала кулемети проти шахтарів у Лудлові, Колорадо, пізніше це назвали  Лудловська бійня. M1895 були замовлені приватним детективним агентством Baldwin-Felts для броньованих автомобілів які використовували для тероризування шахтарських таборів під час страйків, які шахтарі прозвали Death Special (спеціальна смерть).

### Перша Світова війна
Кулемети M1895/14 Кольт-Браунінг використовувала канадська піхота у Франції. Розгорнутий у 1915 у Франції 21-ий Канадський легкий піхотний батальйон використовував кулемети калібру .303 M1895/14 у бою. Ці кулемети мали велике використання, але скоро були замінені кулеметами Віккерса. Вони були передані на озброєння порядків бельгійської армії. Французи також тестували Кольти і деякі використовували як пробні на літаках. Також кулемети Кольта широко використовувалися у Росії.
У США кулемет M1895 використовували для навчання, на початок вступу США у Першу світову війну, його було визнано застарілим і тому він не був прийнятий на службу. Кольт припинив виробництво M1895 і варіанти у 1916, продавши техніку і права на виробництво компанії Marlin Rockwell, який взяв на себе російські і італійській контракти, сконцентрувавши увагу на виробництві Віккерсів.
Після початку виробництва кулеметів компанією Марлін у 1914, була розроблена покращена версія M1895. У 1917  її почала використовувати у тренуваннях армія США і замовлення склало близько 2500 кулеметів. Крім того, його позначення Colt-Browning M1895/14, було змінено на «кулемет Марлін» та «Модель 1917». Новинками стали змінний ствол, більший виріз бічній пластині і зсувна пластина справа (також більша) для легкого доступу. Не дивлячись на ці оновлення, темп стрільби безперервною чергою становив 500 набоїв. Флот замовив кулемети з газовим поршнем замість важеля, але вони рідко встановлювалися на кораблі.
Друга, більш змінена версія M1895 була представлена у 1917 для використання на танках і літаках, пізніше названа Марлін M1917 та M1918. Як і на морському Марліні замість важеля «картоплекопача» було встановлено газовий лінійний поршень. Новий газовий поршень було розташовано паралельно стволу і під ним, що дозволяло монтувати кулемет ближче до землі. Іншим удосконаленням став алюмінієвий радіатор. Більшість кулеметів Марлін M1917 та M1918 використовували на літаках для захисту, через те що вони підходили для використання у системі синхронізації стрільби. У останні місяці Першої світової війни, майже 50 % винищувачів Spad XIII у Франції мали Марліни. Якщо б війни тривала до 1919 Марліни стали б основними кулеметами на американських танках та літаках. M1917/1918 також встановлювали на розвідувальних літаках Thomas Morse які використовували для тренувань базах у США.
Деяка кількість кулеметів Кольт і Марлін було запропоновано Італійським збройним силам за часів Першої світової війни для заміни подібної зброї, яку загубили під час відходу, який відбувся після атаки Австро-німецькими військами у битві при Капоретто. Крім того, що калібр кулеметів був 6,5×52mm Mannlicher–Carcano під набої італійських гвинтівок, вони отримали водяне охолодження у вигляді вузького латунного кожуха на стволі; кулемети M1895/14 отримали модифікацію «6.5/80» і були використані Королівськими ВМС як польова зброя морської піхоти яка обороняла гирло річки П'яве. Іх також встановлювали на судна, по чотири на кожний на торпедні катери MAS, на підводні човни «Класу F» та на деякі есмінці.
Кулемети Марлін використовували у кулеметній версії американського танку M1917, американська версія французького Renault FT. Проте, кулемети Марлін швидко зникли зі служби у американських збройних силах, їх замінив більш успішний  кулемет Браунінга .30 калібру і його варіанти пристосовані для використання у повітрі, на землі та на морі

## Післявоєнна служба

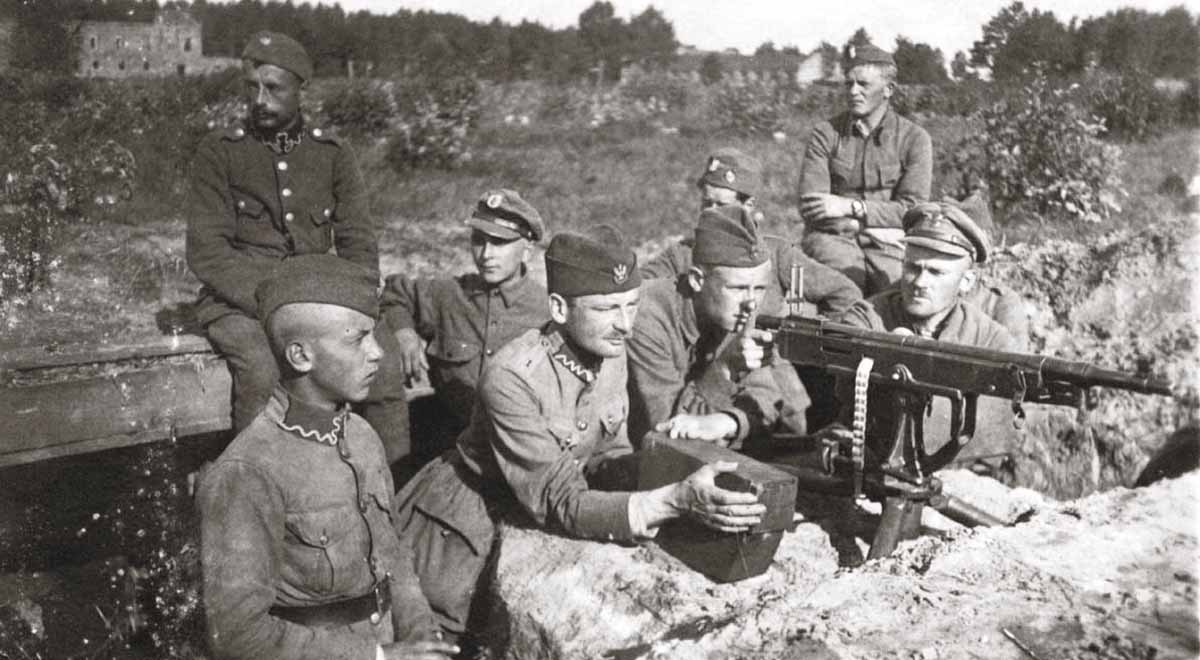
Польські солдати з M1895/14 під час Варшавської битви у 1920.

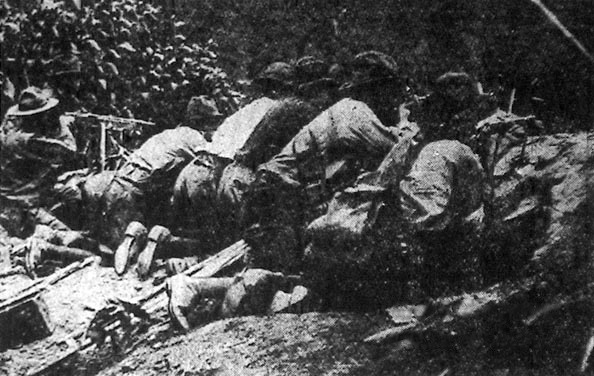
Битва за гору Блер 1921; кулемет Кольта на задньому плані зліва.

Після Першої світової війни, деякі кулемети Кольт-Браунінг (можливо і моделі M1917/18 Марлін) узяли участь у громадянській війні у Росії. Найкращою ілюстрацією їх використання є фотографії де Чехословацький легіон покидає Росію, кулемети (моделі Кольт-Браунінг M1914 або Марлін M1917) можна побачити на дахах вагонів де було облаштовано кулеметні гнізда. Багато цих кулеметів було використано у польсько-радянській війні у 1920. Після Першої світової війни ці кулемети також надсилалися до британської домашньої гвардії, але у бою не використовувалися.
Остання задокументована згадка про використання кулеметів відноситься до 1921 року, коли їх використала Національна гвардія проти страйкуючих шахтарів у так званій битві біля гори Блер, Західна Вірджинія, США. На тогочасній фотографії можна побачити кулемет Кольт-Браунінг з ребристим стволом у руках нацгвардійця який підтримує представників шерифа. Судячи з ребер охолодження кулемет відноситься до пізньої версії Марлін M1917/18 яку замовила армія у 1917–18 для тренувань і ознайомлення, тому що військові ніколи не замовляли модель Кольт M1895/1914.

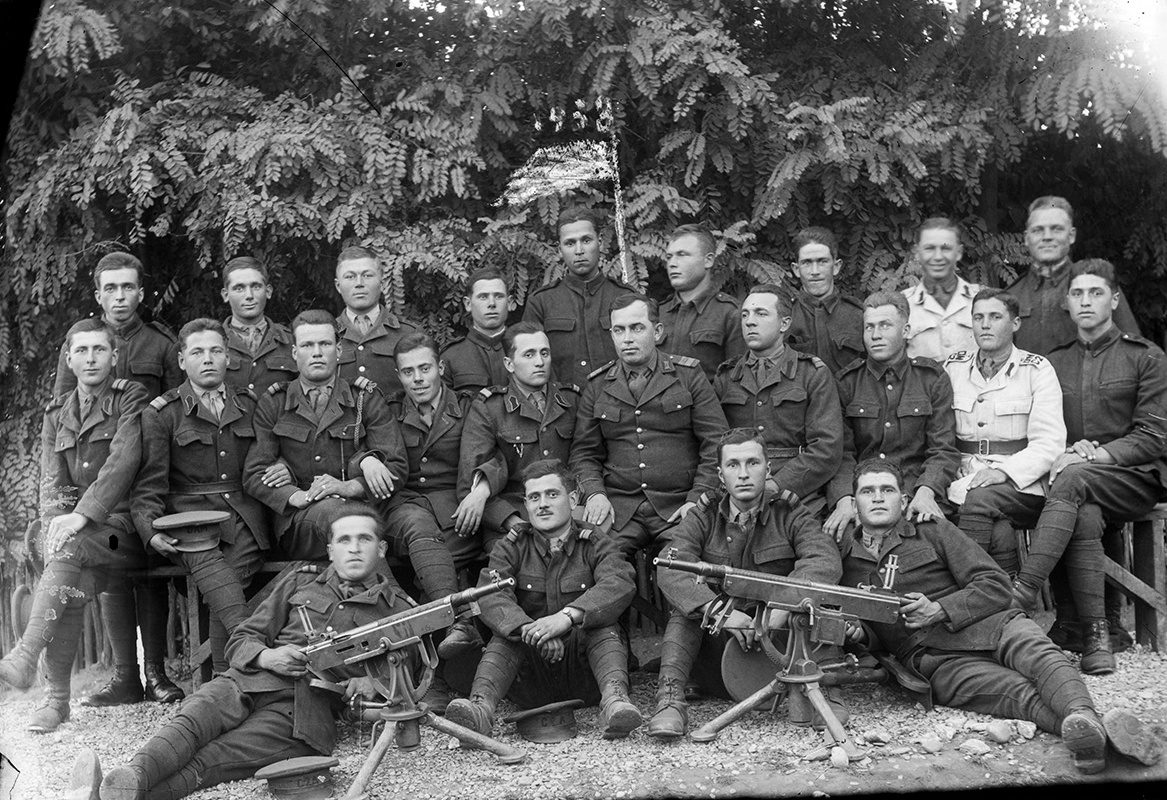
Румунські солдати з двома кулеметами Кольт-Браунінг M1895. 1939

Бельгійська армія придбала велику кількість кулеметів під набій 7 мм Маузер M1895/14 наприкінці Першої світової війни, які зберігалися на складах, а перед початком Другої світової війни були передані деяким резервним піхотним полкам. Кулемети широко використовували під час німецького вторгнення з 10 по  28 травня 1940.
Після Першої світової війни кулемети Colt–Browning були здані на зберігання і придбані у 1940 британською домашньою вартою (Home Guard). Це були пізні варіанти «Марлін» і декілька з них навіть потрапили у війська.
M1895 також довго зберігався у арсеналі Італії. Під час Другої світової війни ним користувалися загони другої лінії, а саме підрозділи добровольчої міліції національної безпеки, такі як DICAT (відповідала за протиповітряну оборону) та MILMART (берегова артилерія)  для протиповітряного захисту до кінця 1943.

## Оператори
- Австралія
- Канада
- Іспанія
- Чехословаччина
- Франція
- Королівство Італія
- Мексика
- Філіппіни
- Poland
- Румунія[18]
- Російська імперія: було замовлено 14850 кулеметів M1895/1914 [19]
- Фінляндія[20]
- Уругвай
- Велика Британія
- США